# Giovanni Andrea Mercurio
Pour les articles homonymes, voir Mercurio (homonymie).
 (décembre 2023).
Si vous disposez d'ouvrages ou d'articles de référence ou si vous connaissez des sites web de qualité traitant du thème abordé ici, merci de compléter l'article en donnant les références utiles à sa vérifiabilité et en les liant à la section « Notes et références ».
Giovanni Andrea Mercurio (né à Messine, en Sicile, Italie, en 1518 et mort le 2 février 1561 à Rome) est un cardinal italien du XVIe siècle. Il est un parent du cardinal Fabio Mignanelli (1551).

## Biographie
Mercurio entre à la cour du cardinal Giovanni Maria Ciocchi del Monte et est son minoribus secretarius. Il est clerc de Messine. En 1545, il est élu archevêque de Siponto (Manfredonia) et en 1550, est transféré à Messine. 
Mercurio est créé cardinal par le pape Jules III lors du consistoire du 20 novembre 1551. Mercurio participe aux conclaves de 1555 (élection de Marcel II et de Paul IV) et au conclave de 1559 (élection de Pie IV).

### Sources
- (en) Fiche du cardinal sur le site Fiu.edu